# Gáldar
Gáldar is een plaats en gemeente in de Spaanse provincie Las Palmas in de regio Canarische Eilanden met een oppervlakte van 63 km². Gáldar telt 24.296 inwoners (1 januari 2016). De gemeente ligt op het eiland Gran Canaria. Behalve de gelijknamige plaats liggen in gemeente Gáldar nog een aantal andere dorpskernen.
Het op de kale vulkaanheuvels gebouwde Gáldar was ooit de hoofdstad van een van de oude koninkrijken op het eiland (Guanartematos).
De oudste geschiedenis van de stad is te vinden in het centrum gelegen Cueva Pintada. Deze grot werd volgens archeologen meer dan tweeduizend jaar geleden door de lokale bewoners beschilderd. Nu vormt het een bezienswaardigheid waar een archeologisch museum omheen gebouwd is. Dit is een van de belangrijkste vindplaatsen van grotschilderingen aan de Atlantische Oceaan.
Het centrum van de stad, dat sinds 1981 beschermd stadsgezicht is, heeft een aantal historische gebouwen. Het centrale plein van Gáldar is het Plaza de Santiago. Op de binnentuin van huis nr1 op dit plein staat volgens sommige bronnen de oudste drakenboom van het eiland. Het zou aan het begin van de achttiende eeuw geplant zijn. Aan het plein staan ook het gemeentehuis en de kerk Santiago de Gáldar. Het gebouw is een combinatie van een barokke stijl met de eerste neoclassicistische architectuur op de Canarische Eilanden. Naast het gemeentehuis staat de uit 1912 daterende schouwburg, het Teatro Municipal, als vervanging van het oude gebouw dat in opdracht van koningin Isabella II van Spanje was gebouwd.
Aan de kust ligt de nederzetting en de begraafplaats van La Guancha, een grote archeologische vindplaats.
Aan de noordwestelijke punt van het eiland, op 5 km van Gáldar, ligt een rotsachtige kaap: de Punta de Sardina en de haven Puerto de Sardina. Tot 1895 was dit een belangrijke handelshaven, maar daarna werd deze functie door andere havens op Gran Canaria overgenomen en werd Sardina vooral een vissershaven.

## Afbeeldingen

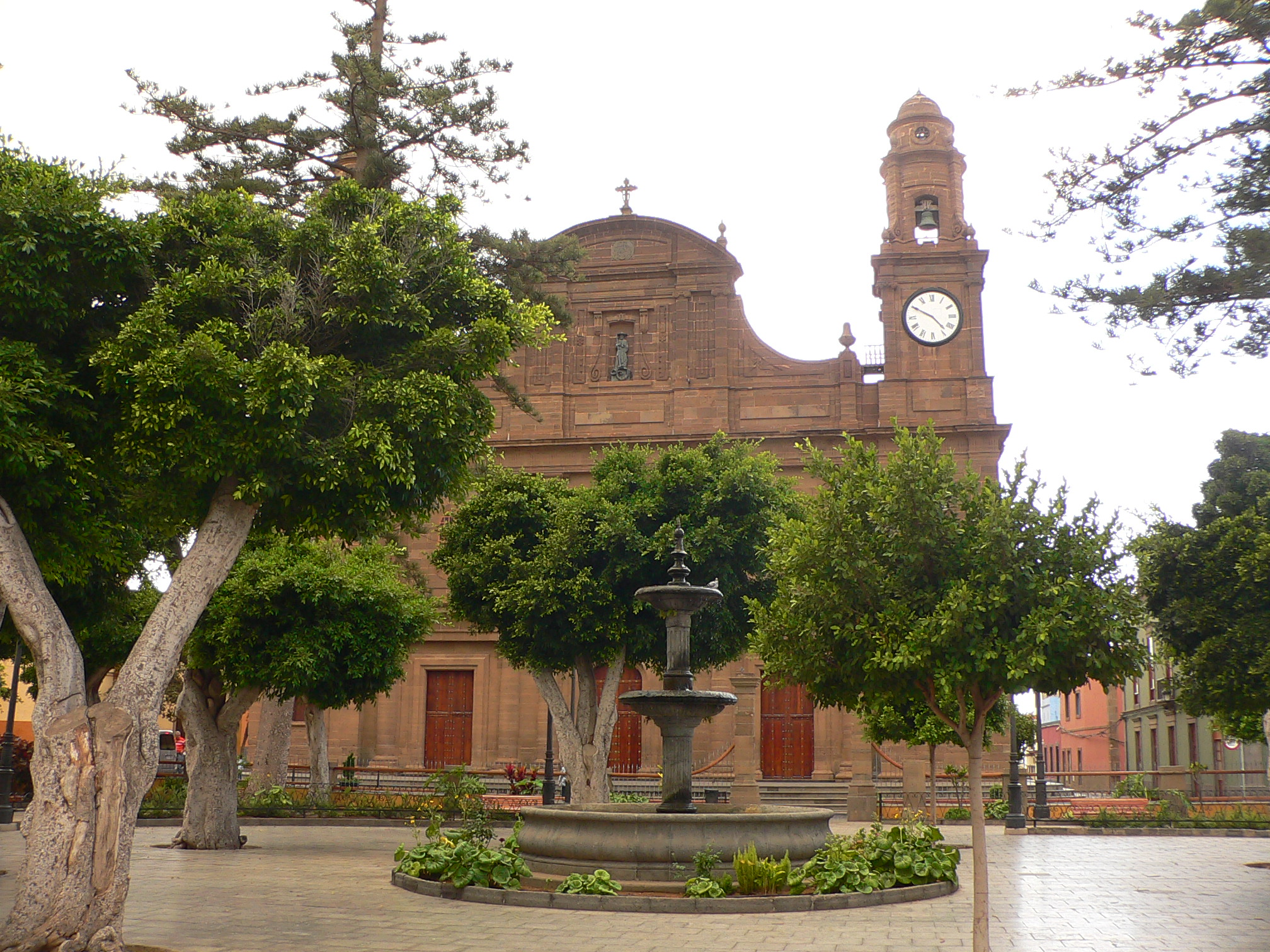
kerk Santiago de Gáldar aan de Plaza de Santiago
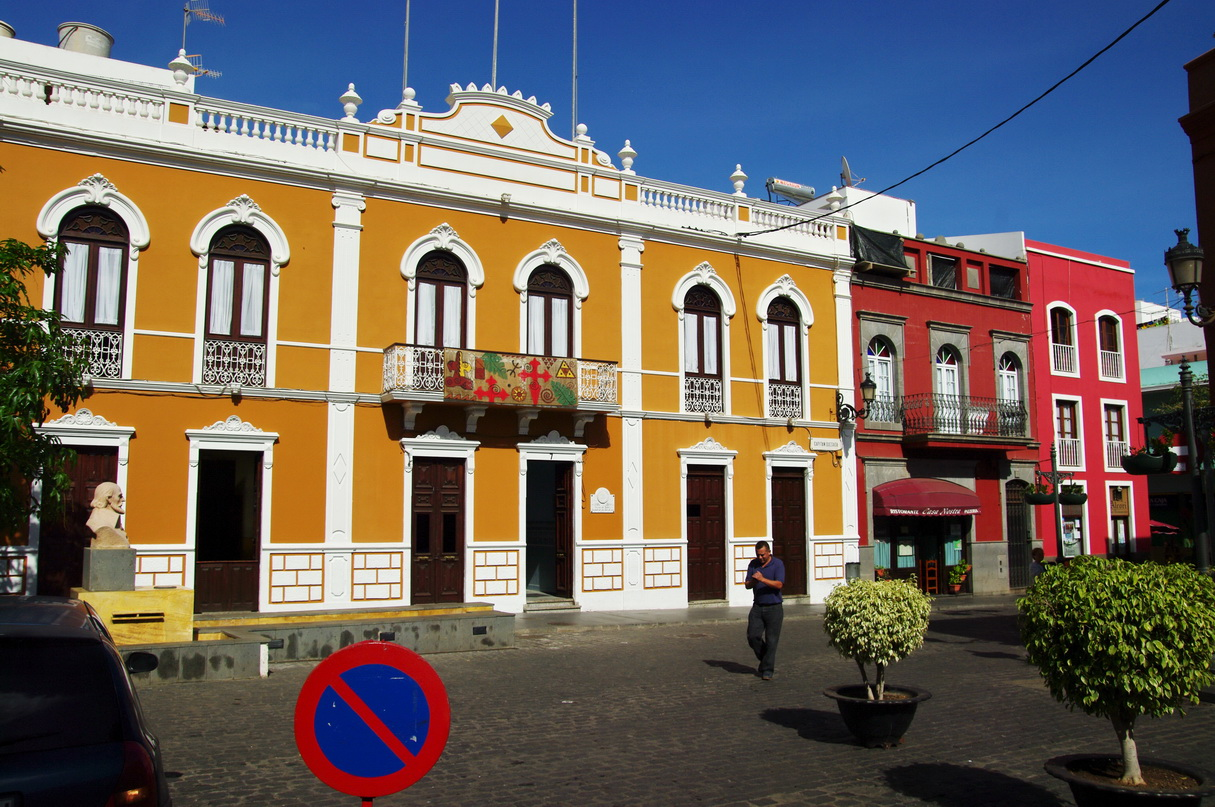
Plaza de Santiago
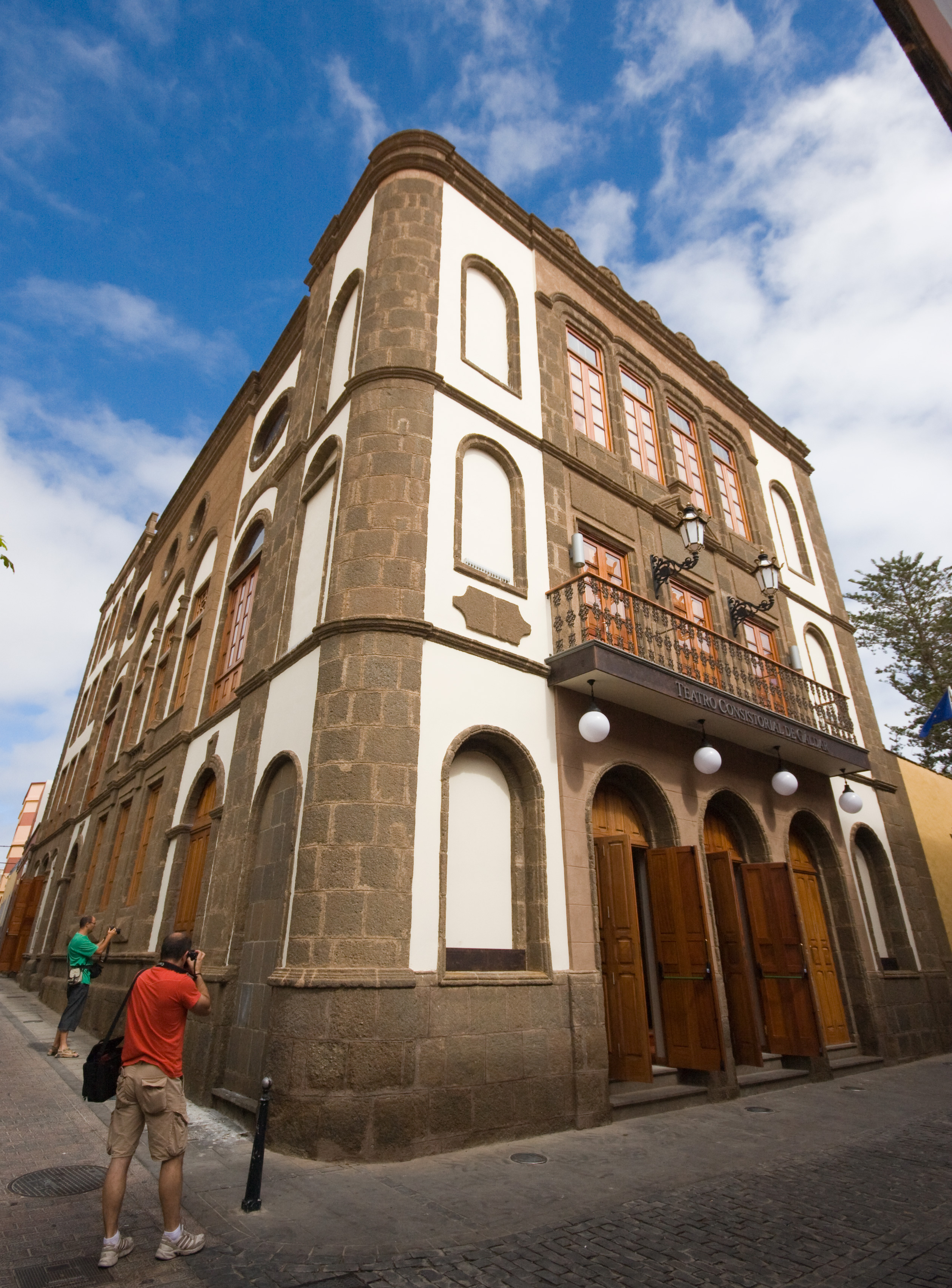
Teatro Municipal
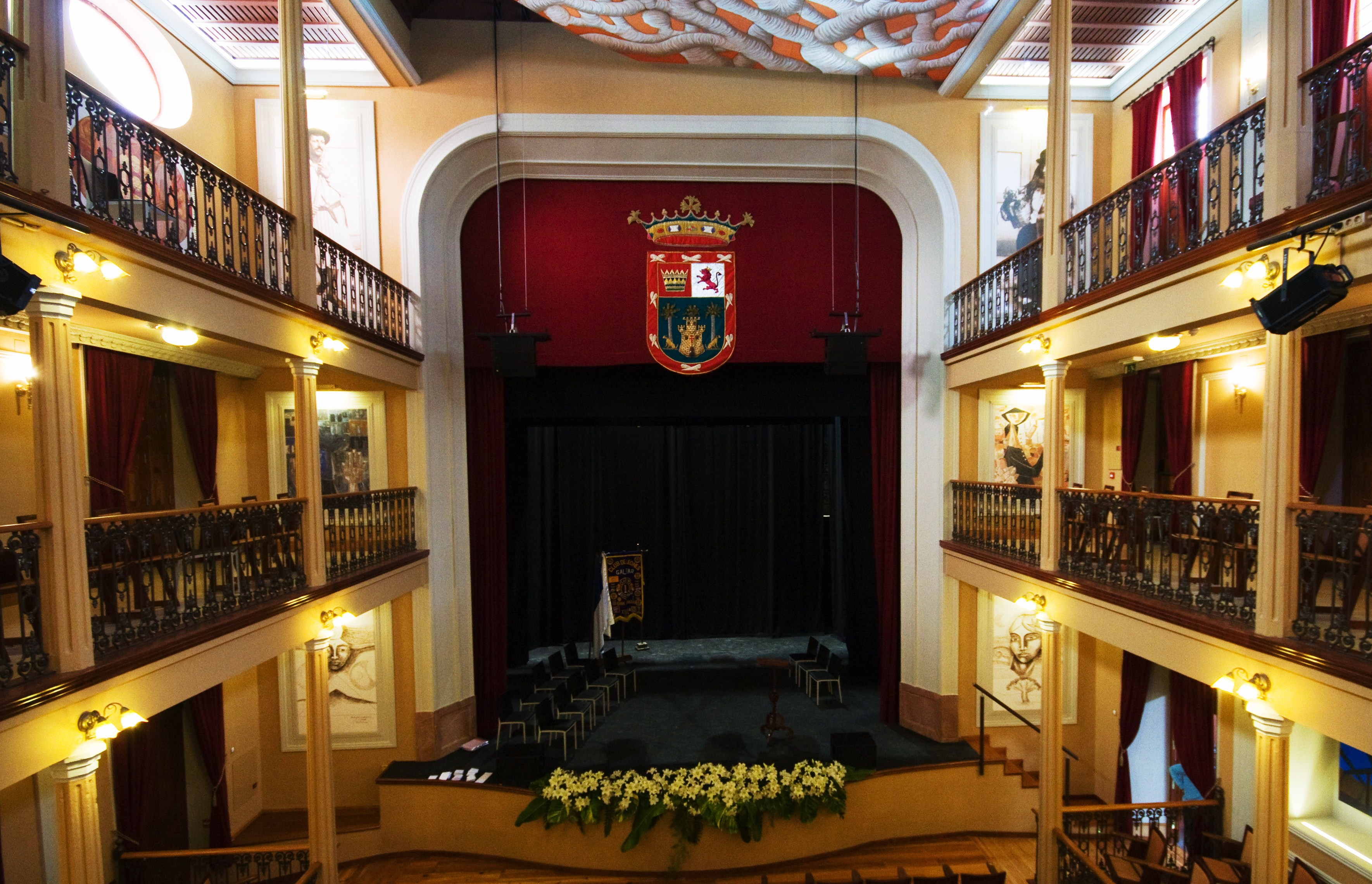
Theaterzaal Teatro Municipal

## Demografische ontwikkeling
Bron: INE; 1857-2011: volkstellingen
Hoofdstad: Las Palmas de Gran Canaria

Gemeenten / gemeentelijke hoofdsteden: Agaete · Agüimes · Artenara · Arucas · Firgas · Gáldar · Ingenio · La Aldea de San Nicolás · Mogán · Moya · San Bartolomé de Tirajana · Santa Brígida · Santa Lucía de Tirajana · Santa María de Guía de Gran Canaria · Tejeda · Telde · Teror · Valleseco · Valsequillo de Gran Canaria · Vega de San Mateo

Overige plaatsen: Arguineguín · Fataga · Maspalomas · Playa del Inglés · Puerto de las Nieves · Puerto de Mogán · Puerto Rico · San Agustín